# Ставропігійський інститут

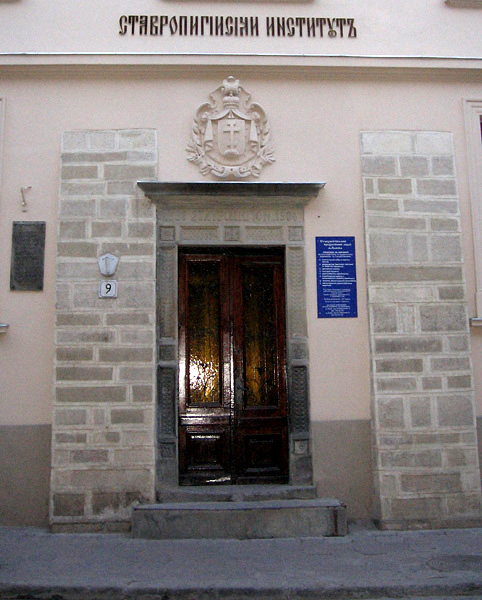
Будинок друкарні Ставропігійського інституту

Ставропігі́йський Інститу́т у Льво́ві — культурно-освітня установа в Галичині (єдина до середини XIX ст.), створена 1788 на базі Львівського Успенського (Ставропігійського) Братства декретом цісаря Йосифа II.

## Правовий статус і керівництво
До 1850-х років Ставропігійський інститут перебував у підпорядкуванні місцевого уряду і фактично кожна сфера діяльності Інституту потрапляла в чітку залежність від австрійського законодавства. На початку 1860-х Ставропігіон отримав статус церковного об'єднання, а його протектором став Галицький греко-католицький митрополит. На практиці це не вплинуло на діяльність Ставропігії, оскільки церковна влада в Австрії підпорядковувалася світській.

## Історія
У другій половині 19 ст. Ставропігійський інститут був опанований москвофілами (як і Народний Дім у Львові та «Галицько-Руська Матиця»), які не допускали нових членів з українського національного табору.

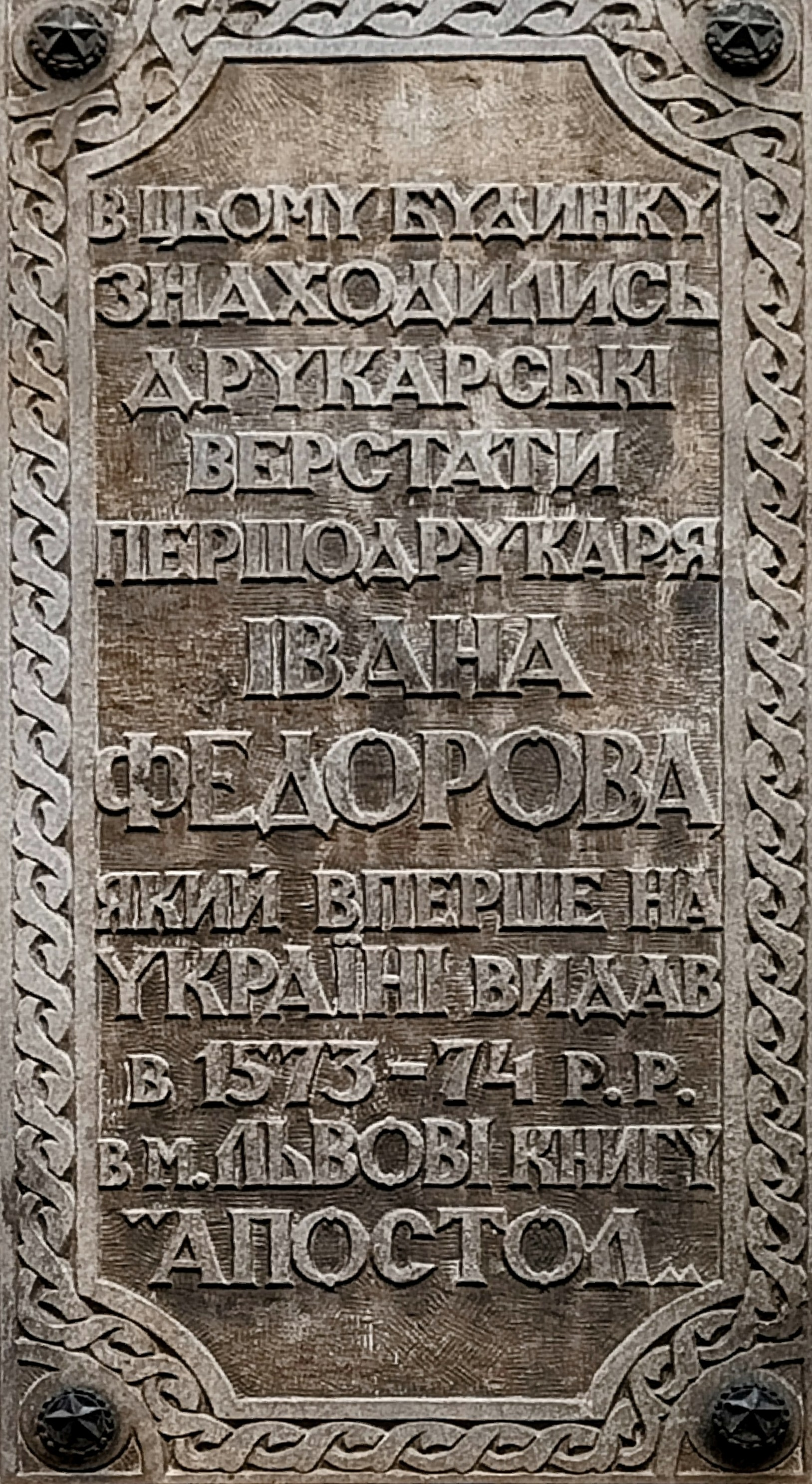
Меморіальна таблиця Івану Федорову на фасаді будівлі

1915–1922 — був під українським керівництвом, але 1922 року польська влада передала його консервативній групі москвофілів, лояльних до Польщі.
У своїй діяльності та публікаціях (писаних здебільша «язичієм», а в XX столітті — російською мовою) Ставропігійський інститут відстоював позиції «единого русского народа» і не визнавав українства. Фінансовою основою діяльності Ставропігійського інституту були великі маєтки (ділянки землі, комплекси будинків у Львові), друкарня, палітурня, книгарня тощо.
Ставропігійський інститут був діяльний на педагогічно-освітній і науково-видавничій ділянках, мав музей і архів. Педагогічно-освітня активність була незначна: Ставропігійський інститут відновив Братську школу (1788, існувала недовгий час) і бурсу для учнів народних і середніх шкіл (ведену з русофільським спрямуванням; у 1930-х pp. опікувалася 30 учнями), у першій половині XIX ст. видавав підручники для народних і середніх шкіл (зокрема буквар 1807, українську граматику) і для «Studium Ruthenum».
Базу заснованого 1889 заходами А.Петрушевича й І.Шараневича музею становили предмети, матеріали та документи Успенської (Волоської) церкви, Братського архіву та монастирів Галичини. Найбільшу цінність являли собою рукописи (Кристинопільський апостол XII ст., Бучацьке XIII ст. і Перемиське XVI ст. євангелія, Номоканон XV ст., твір Петра Могили «Книга души, нарицаемая злото», літературна пам'ятка «Пересторога», «Львівський літопис» та ін.), архів Львівського Братства, ориґінали документів Володислава Опільського 1375, привілеї, грамоти, розпорядження польських королів 1522–1767, документи й листи молдавських господарів у справі Волоської церкви, Братської школи і друкарні 1558–1694, грамоти царгородських патріархів 1586–1670 та ін., листування й акти Львівського Братства; стародруки (зокрема церковні книги 16—17 ст.ст., граматика «Адельфотес», 1591), а також предмети церковного мистецтва. Опис музею Ставропігійського інституту дали Іларіон Свєнціцький (1908) та Ісидор Шараневич (Ruskie Muzeum Instytutu Stawropigijskiego we Lwowie, 1937).
Частину документів архіву Ставропігійського інституту видали Ісидор Шараневич («Юбилейное изданіе въ память 300-лѣтняго основанія Львовского Ставропигійского Братства», 1886), В.Милькович (Monumenta Confraternitatis Stauropigianae Leopoliensis, т. І (1895–1898) та ін.
Історію Львівського Братства та Успенської церкви написав Денис Зубрицький (Die Griechisch-katholische Stavropigialkirche in Lemberg und das mit ihr vereinigte Institut, 1830).
Ставропігійського інституту присвячений «Юбилейный сборник в память 350-летия Львовского Ставропигиона» (ред. В.Ваврик, 1936).
Цінним джерелом історії Ставропігійського інституту і України були щорічні календарі «Временникъ Института Ставропигійского съ мѣсяцесловомъ» (за 1864—1915 і 1923–1939 рр.) і «Збірник Львівської Ставропігії» (1921). У видавництві Ставропігійського інституту з'явилася «Исторія галицко-русскаго княжества» Д.Зубрицького (1852–1855, 3 тт.), коштом Ставропігійського інституту виходила у 1850–1854 «Зоря Галицкая».
Ставропігійським інститутом керувала рада зі сеньйором (головою) на чолі; найвідоміший із них — Ісидор Шараневич (1885–1901), серед інших: І.Бачинський (1801–1816), Й.Хоминський (1861–1866), В.Ковальський (1871–1884). В лютому 1916 обраний Григорій Кузьма.
Число членів Львівського Братства і Ставропігійського інституту за весь час існування — 726.
Після приєднання Західної України до СРСР (1940) Ставропігійський інститут було закрито.
Під час німецької окупації Ставропігійський інститут відновлював свою діяльність.
Музейні речі Ставропігійського інституту перебрали Львівський державний історичний музей, Державний музей українського мистецтва (тепер Національний музей у Львові ім. А. Шептицького), архівні — Центральний державний історичний архів УРСР у Львові.